# Equipo de Copa Davis de Bolivia
El Equipo boliviano de Copa Davis, representa a Bolivia en la competencia de Copa Davis de tenis y se rigen por la Federación Boliviana de Tenis.
Bolivia actualmente compite en el Grupo III de la Zona Americana. Ellos han alcanzado el ascenso al Grupo II de la Zona Americana, en solo seis ocasiones.

## Historia
Bolivia participó en su primera Copa Davis en 1971.

## Plantel
| Jugador           | Individuales | Dobles |
| ----------------- | ------------ | ------ |
| Federico Zeballos | 8 - 9        | 6 - 5  |
| Hugo Dellien      | 13 - 5       | 4 - 2  |
| Rodrigo Banzer    | 0 - 1        | 0 - 1  |